# Râul Uj
Râul Uj (în ucraineană Уж, transliterat: Uj, în slovacă Uh, în maghiară Ung) este un râu, care curge în Ucraina și Slovacia.
Numele orașului Ujhorod vine de la râul Uj, care traversează orașul.